# Provincia de Puerto Plata
Puerto Plata es una de las 32 provincias de la República Dominicana. Se encuentra ubicada a 207 km al norte de Santo Domingo, capital del país, y a 72 km de Santiago de los Caballeros. Incluye muchos sitios turísticos como su majestuoso anfiteatro considerado uno de los más modernos de toda América Latina, el único teleférico funicular de la zona del Caribe, el parque marino Ocean World, los complejos hoteleros de Cofresí y Playa Dorada, Cayo Arena, Playa La Ensenada, Los 27 Charcos de Damajagua, Zip Lining de Yásica, Monkey Jungle, Playa Encuentro, Ocean Village y la Fortaleza de San Felipe. 
Sus principales vías de Comunicación son: el Aeropuerto Internacional General Gregorio Luperón, la autopista Navarrete - Puerto Plata, que la comunica con la ciudad de Santiago de los Caballeros, la carretera turística Luperón, y la carretera Puerto Plata - Sosúa.
En Puerto Plata se encuentra el puerto turístico Amber Cove  y Taino Bay, los puertos más modernos en todo el Caribe. También es de resaltar que Puerto Plata es la provincia con el mayor dominio del idioma inglés en el país, siendo esta una provincia casi bilingüe debido a que en sus municipios más poblados, San Felipe de Puerto Plata y Sosúa se han asentado numerosas familias extranjeras y ha prosperado el idioma inglés en esta región.

## Canales de televisión y Emisoras de radio de Puerto plata
Canales de televisión
- Puerto plata: TV Plata canal 3, Musa Visión canales 10 y 12, Merla Visión canal 56, Mía visión canal 8, XE TV digital canal 26
- Sosua: Hola TV, Costa Norte TV Imbert: 8 TV, Extra TV, Montellano: jm TV

Montellano TV canal 17
Emisoras de radio de Puerto Plata
- Zona 88.7  FM Villa Isabela
- Fantasia 90.5 FM
- Melody 91.7 FM
- L’a arena 92.5 FM
- King Radio 93.3 FM
- Arca de Salvación Radio 95.3 FM
- La Kalle 96.3 FM
- La súper Estación 97.3 FM
- La Reina 98.9 FM
- La Primera 99.7 FM
- Romance 101.7 FM
- Orbita 103.7 FM
- La 104.9 FM
- Perla 106.3 FM
- Máster 106.9 FM
- Radio Isabel de Torres 840 AM
- Radio Puerto Plata 900 AM
- La Voz del Atlántico 960 AM

## Municipios y distritos municipales

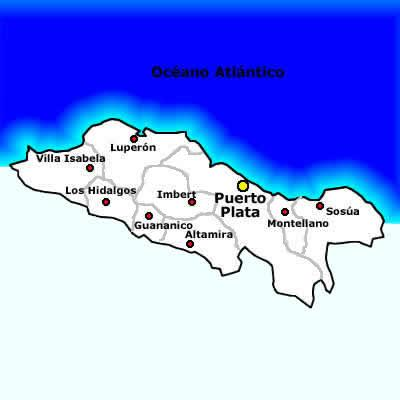
Municipios de la provincia de Puerto Plata

- Puerto Plata
  - Maimón
  - Yásica Arriba
- Altamira
  - Río Grande
- Guananico
- Imbert
- Los Hidalgos
  - Navas
- Luperón
  - Belloso
  - El Estrecho Omar Bross
  - La Isabela
- Sosúa
  - Cabarete
  - Sabaneta de Yásica
- Villa Isabela
  - Estero Hondo
  - La Jaiba
  - Gualete
- Villa Montellano

## Límites
Limita con el océano Atlántico al norte, con la provincia de Espaillat al este, con las provincias de Santiago y Valverde al sur, y con la de Montecristi al oeste.

## Economía
La economía de Puerto Plata se basa en la agricultura, la industria y el turismo. Son importantes las industrias alimenticias y de bebidas alcohólicas. Las principales zonas turísticas de Puerto Plata son:
- Sosúa
- Cabarete
- Playa Dorada
- San Felipe de Puerto Plata

### Turismo

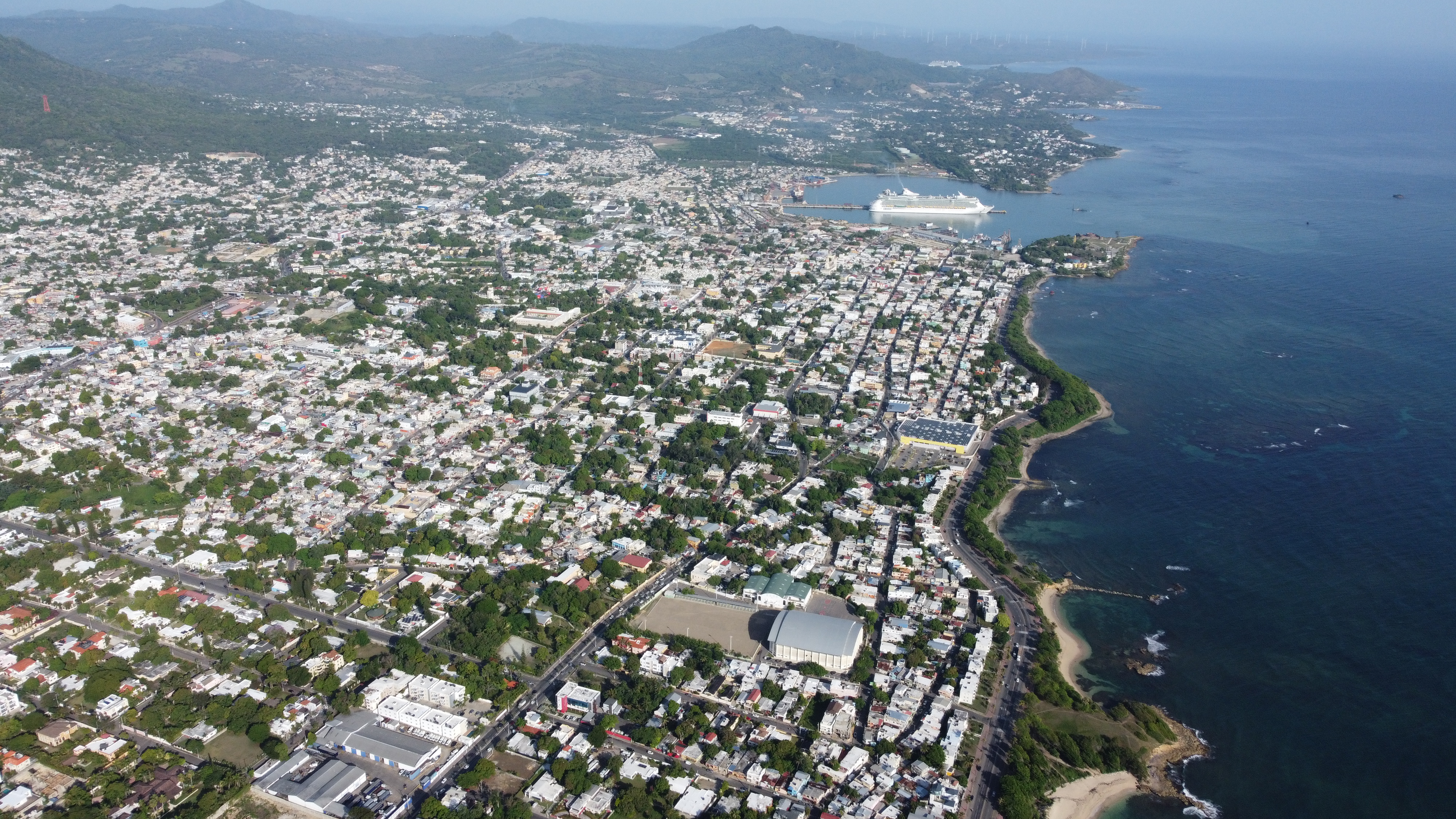
Vista aérea de la ciudad cabecera

Puerto Plata posee algunas de las mejores playas del país como son Sosúa, Playa Dorada, Maimón, Cafemba, Playa Grande (de Luperón), Cabarete, Long Beach, Longbichito. En algunas, como en Playa Dorada, Cofresí, Long Beach o Cabarete, se practican diversos tipos de deportes, como las carreras de moto acuáticas, surf, windsurf, kite o el velerismo. Otras playas se encuentran a lo largo del malecón, o en Boca Nueva, Playa de Copello, Bergantín o La Mariposa.
En adición a playas y deportes acuáticos, en Puerto Plata puede practicarse el senderismo, el ciclismo, turismo de aventura o visitar las reservas y parques naturales como la Montaña Isabel de Torres, la Laguna de Cabarete o Los Caños de Estero Hondo. O profundizar en su historia a través de su arquitectura victoriana, la Fortaleza colonial de San Felipe o el asentamiento judío de Sosúa cerca del año 1940.
El turismo es tan importante en Puerto Plata, que el gobierno y las empresas hacen programas innovadores para el turismo y que la estancia del turista sea placentera e inolvidable. En Puerto Plata se pueden hacer un sinfín de actividades y conocer más a fondo toda la ciudad e ir a sitios como:
- Cable Car Tours (teleférico)

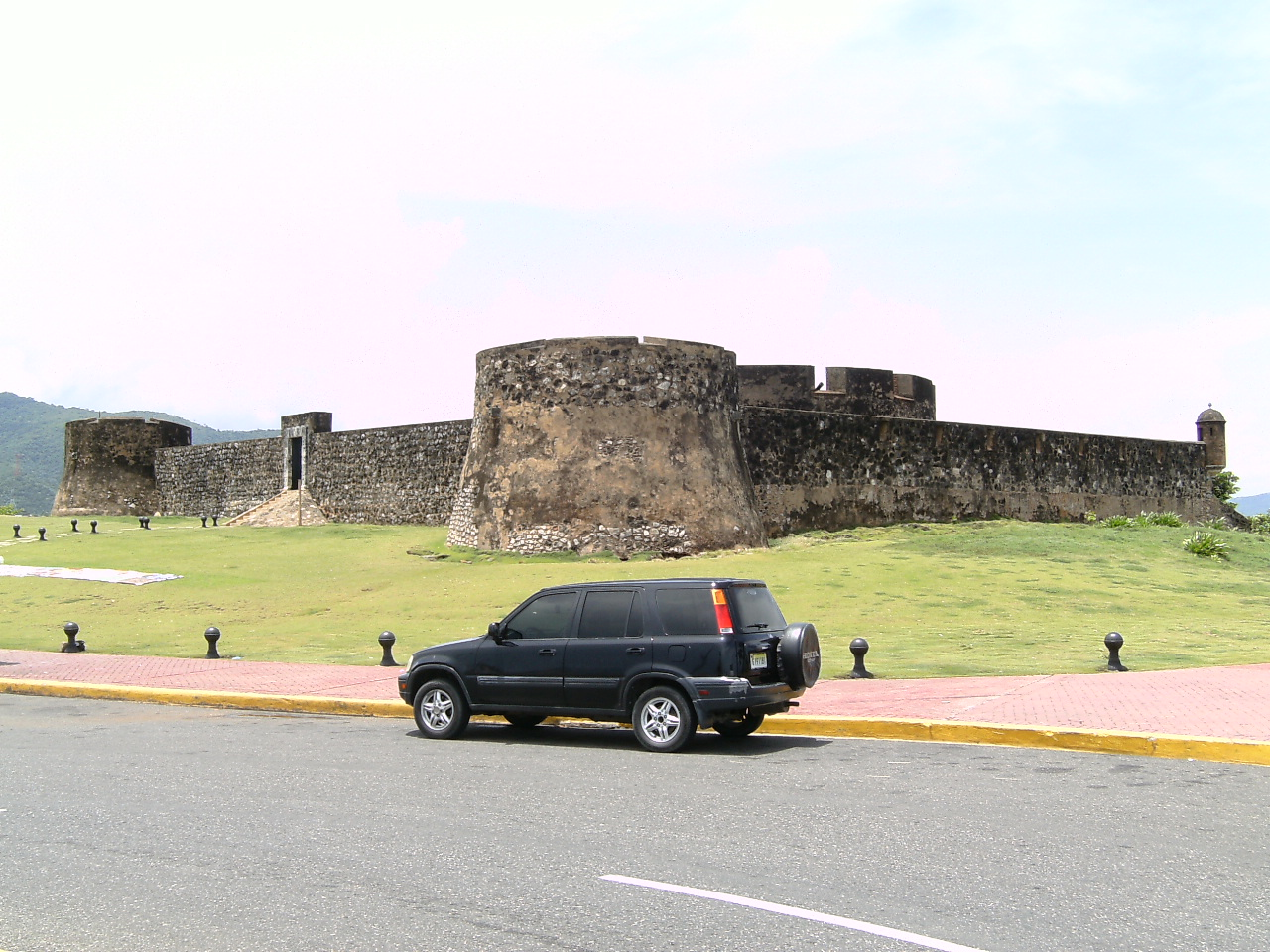
Fortaleza de San Felipe

- Casa Museo General Gregorio Luperón
- Jeep Safary
- Observación de las ballenas jorobadas
- La Fortaleza de San Felipe
- Los Tours Ecológicos
- Los Tours de las Zonas
- Cayo arena
- Centro histórico
- La Isabela histórica
- Buggy
- Pesca
- Catamarán
- Mundial de kite surfing

En estos sitios el gobierno y las empresas ponen mucho esfuerzo para que el turismo nacional sea más que internacional y llegue gente de todo el mundo. Estos lugares son más visitados por la gente europea, ya que hay muchas comunidades viviendo ahí en el país como son los españoles.

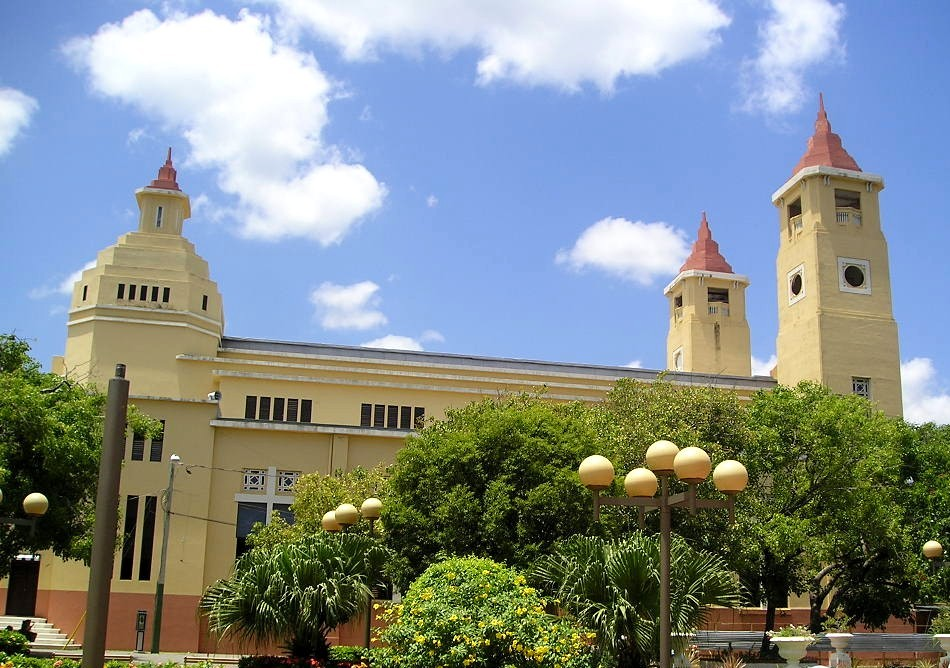
Catedral Provincia Puerto Plata

Unos de los recorridos más famosos de Puerto Plata es el Jeep Safari. Es una guía profesional donde se entra con camiones todo terreno para visitar las pequeñas comunidades, donde florece la cultura nativa del lugar y el turista tiene una experiencia inolvidable, ya que cuando están en convivencia se transporta y siente que el tiempo se detiene y es insuficiente para descubrir más.

## Historia
En 1493, La Isabela fue fundada por Cristóbal Colón, siendo el primer asentamiento europeo en América. Por su parte, Puerto Plata fue fundada por Nicolás de Ovando en los inicios de la colonización hispánica, hacia 1502. Unos de los primeros habitantes por los años 1509 de la «Villa de Puerto de Plata» fue Gaspar Briceño, natural de Arévalo del Reino de Castilla y León, que llegó a la isla como criado de Juan de Berlanga, tesorero de la Alcaldía Mayor de la ciudad de Santo Domingo, en la isla La Española. Ocupó el cargo de «alguacil de campo» de la Villa de Santiago que pertenecía a la Villa de Concepción de la Vega y esta correspondía a la Alcaldía Mayor de la Ciudad de Santo Domingo. Su nombre aparece en el juicio «Colón-Solís», donde el encomendero de la Villa de Santiago, Francisco de Solís, asesinó a dos indios naborías. El alguacil de campo era el encargado de capturar a los indios o negros que se fugaran de las encomiendas. Fue una de las ciudades devastadas en 1606 y no volvió a ser repoblada sino a partir de 1736. El advenimiento de los tiempos republicanos favoreció el desarrollo de la ciudad, que con el tiempo se convirtió en el principal puerto del Cibao, especialmente para exportar el tabaco de la región.

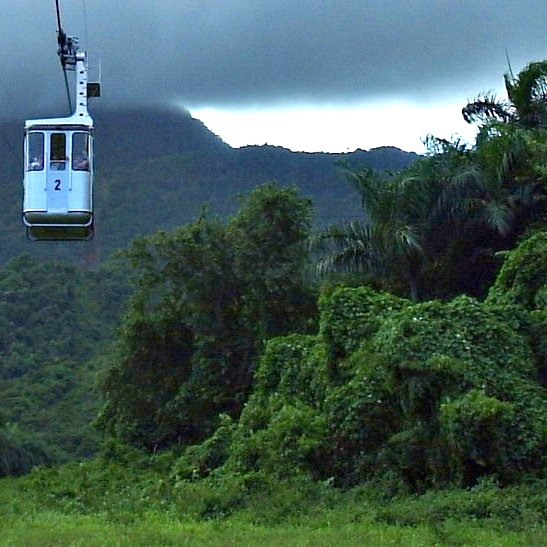
Cruce del Teleférico

Mediante Resolución del Congreso Nacional de fecha 6 de julio de 1847, Puerto Plata fue elevada de común a Distrito Marítimo. Se convierte en provincia en el año 1850. En 1879 fue sede del gobierno de Gregorio Luperón y fungió como capital interna de la República. 